# Oficina Central de diseño de Almaz
La JSC GSKB Almaz-Antey, nombrada así por A.A. Raspletin (del ruso: ГСКБ Концерна ПВО „Алмаз-Антей“), es una oficina rusa de origen soviético fundada en 1947 y dedicada a la investigación y desarrollo en el área militar. Es el núcleo del holding empresarial de la firma Almaz-Antey. Sus oficinas principales están en Moscú, Rusia. Anteriormente fue conocida como la  Oficina de Diseño SB-1, y entre 1947–50 como la KB-1, en 1950–66 como MKB Strela, en 1966–71 como TsKB Almaz, en 1971–88, y como NPO Almaz entre 1988–2008.

## Historia
Desde el año de 1955, la Oficina de diseño KB-1 desarrolló muchos de los sistemas de defensa antiaérea por misiles que serían vistos desde entonces como lo más avanzado en la Unión Soviética y en el bloque oriental de naciones. Muchos de sus desarrollos tecnológicos y técnicas se vieron de manifiesto en la presentación de los sistemas de misiles iniciales, como en los modelos S-25, S-75, S-125, S-200, y posteriormente a la separación de la URSS se siguió con el desarrollo de dichas tecnologías, mediante la mejora de los sistemas sin concluir, como en los misiles S-300 (y sus derivados como los S-300PMU y S-300PMU2, el modelo más actual de la serie S-300) y más recientemente el S-350E Vityaz y el S-400.
Desde el 30 de noviembre de 2009, por decisión de la junta directiva de Almaz-Antey, las 4 compañías fueron escindidas parcialmente y reorganizadas en las sociedades NPO Almaz, para luego conformar el joint-venture GSKB, renombrando a sus oficinas de desarrollo e investigación NIEMI, NIIRP, MNIIRE Altair y MNIIPA. La sociedad GSKB aumenó su potencial con mejores resultados y subió su posición a la de líder en el desarrollo de las compáñías del holding empresarial Almaz-Antey, convirtiéndose en la cabeza del sistema de oficinas de diseño de toda Rusia (del ruso: ГСКБ, Головное системное конструкторское бюро).
El Centro de Investigación Científica NIIRP está desarrollando un sistema conjunto de defensa aérea/antimisiles balísticos (del ruso: ЕС ЗРО ПВО-ПРО). Anteriormente, la NIIRP desarrolló exitosamente un prototipo, el sistema BMD A-135 en conjunto con el sistema de misiles de tipo multicanal/disparo secuencial Amur-P, los cuales fueron puestos en operación para la defensa de Moscú desde el 17 de febrero de 1995. Su predecesor, también diseñado por la Oficina NIIRP, el sistema de defensa de misiles antibalísticos A-35 y A-35M BMD, defienden a Moscú desde el año de 1977.
En el mes de febrero del año 2011 fue anunciado el desarrollo del primer prototipo del sistema S-500 el cual entró a su fase de producción en masa desde el año 2014. A su vez, se ha desarrollado una versión más sofisticada de dicho sistema, el que ha sido denominado informalmente como S-1000. Por los incidentes sucedidos durante la guerra en Ucrania, en la que resultó derribado el avión del vuelo MH17 de Malaysia Airlines, el gobierno de Estados Unidos le impuso sanciones al holding emprersarial, ya que se presume que exportó directamente a los rebeldes prorrusos el sistema de misiles S-125 con el que se causó el fatídico incidente del vuelo 17 de Malaysia Airlines.

## Productos actuales
- Sistemas de defensa anti-aérea y de tipo zonal

- Sistema de misiles S-125 Neva/Pechora,
- Sistema de misiles S-400 Triumf,
- Sistema de misiles S-300PMU2 Favorit,
- Sistema de misiles y de notificación por radar S-300P.

- Sistemas de defensa anti-aérea basados en tierra (desarrollados por el Centro de Investigación Científica NIEMI)

- Sistema de misiles Antey-2500,
- Sistema de misiles S-300V,
- Sistema de misiles de corto alcance Tor-M2E.

- Sistemas de defensa anti-aérea basados en buques (desarrollados por el Centro de Investigación Científica MNIIRE Altair)

- Sistema de misiles multicanal navalizados Shtil-1,
- Sistema de misiles navalizados S-300F (Rif-M),
- Sistema de misiles navalizados Klinok,
- Sistema de armas y artillería montados en torretas 3M-47 Gibka,
- Sistema básico colectivo de sensores de interferencia electromagnética (basados en buques con equipos de compatibilidad electrónica) Podzagolovok-24E,,
- Sistema de misiles Moskit-E y Moskit-MVE.

- Sistemas de control automatizado (desarrollados por el Centro de Investigación Científica MNIIPA)

- Baikal-1ME,
- Krim-KTE,
- Universal-1E,
- Fundament-2E.